# 張挙 (後漢)
張 挙（ちょう きょ、生没年不詳）は、中国の後漢末期の武将。張純の乱の首謀者。

## 生涯
幽州漁陽郡の人で、泰山太守であった。『三国志』には記述されていないが、『後漢書』劉虞伝などにわずかに記述されている。
187年、騎都尉の公孫瓚を韓遂・辺章討伐の司令官に起用した太尉の張温の対応に不満を覚えた同郷の張純らと漁陽郡にて挙兵し、右北平太守劉政や遼西太守楊終などを討ち果たし、自らは天子、張純は弥天将軍とそれぞれ自称し、後漢の朝廷に対抗した。
張挙らははじめ烏桓の丘力居の後援を得て一時的に薊を攻略し、さらに配下の蘇僕延に歩兵騎兵合わせて5万をつけて青州・冀州・幽州に派遣して、これらの地を一時席巻したものの、漢の宗室である劉虞が幽州牧として赴任し、平定に乗り出すと、これに敗れた。同時に公孫瓚も討伐に動きだしたので、張純らは妻子を置いて、張挙らと烏桓の丘力居とともに鮮卑を頼るも、張純は部下の王政の裏切りに遭い、殺害された。以降の消息は不詳である。
小説『三国志演義』では、張純が殺害されると張挙も自害したと描かれている。